# Колантоніо
Колантоніо або Ніколо Антоніо (італ. Colantonio Niccolò Antonio; 1420, Неаполь  — 1460, Неаполь) — італійський художник першої половини XV століття, що мешкав і працював у місті Неаполь. Історичне ім'я майстра утворене зі злиття двох його перших імен, що було поширене в італійських князівствах.

## Маловідома біографія

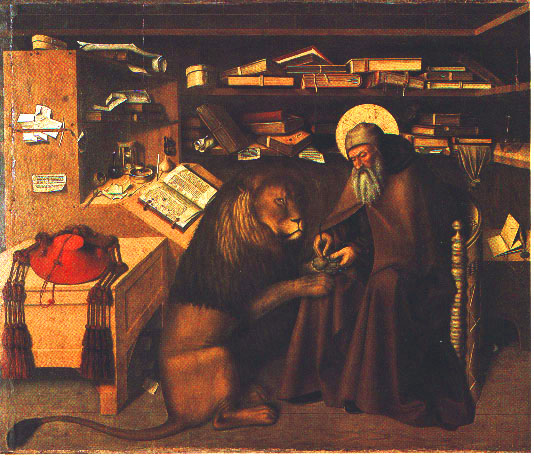
Колантоніо. «Келія Св. Єроніма». Музей Каподімонте, Неаполь.

Належить до художників з маловідомою біографією. Мешкав і працював у місті Неаполь в першій половині XV століття. Рік народження майстра умовно рахують як 1420-й. Умовно вважають, що він уродженець Неаполя і, можливо, там же й помер. Декотрі з дослідників рахують його серед перших італійських майстрів, що перейшли від темперного живопису на олійні фарби. Твори майстра вплинули на технологію і художню манеру італійського художника Антонелло да Мессіна, художня індивідуальність останнього більш яскрава, менш умовна і більш реалістична (особливо у портретах). До учнів майстра відносять і іберійського за походженням художника Педро Берругете (бл. 1450–1504), що також працював у Італії.

## Згадки про майстра
Факти з життя художника маловідомі. Практично звістки про художника знайдені у листі неаполітанського гуманіста П'єтро Суммонте (1463–1526), котрі він дав під час листування 1524 року з Маркантоніо Мікеле. А це майже сто років після народження митця.
В листі він позначив рік народження Колантоніо як 1420-й, той працював у Неаполі у 1440–1460 рр., або трохи пізніше. Його творчість припала на роки правління у Неаполі Рене Анжуйського (1438–1442). П'єтро Суммонте, що і сам знав мало, стверджував, що Колантоніо помер не старою людиною.

## Художня манера

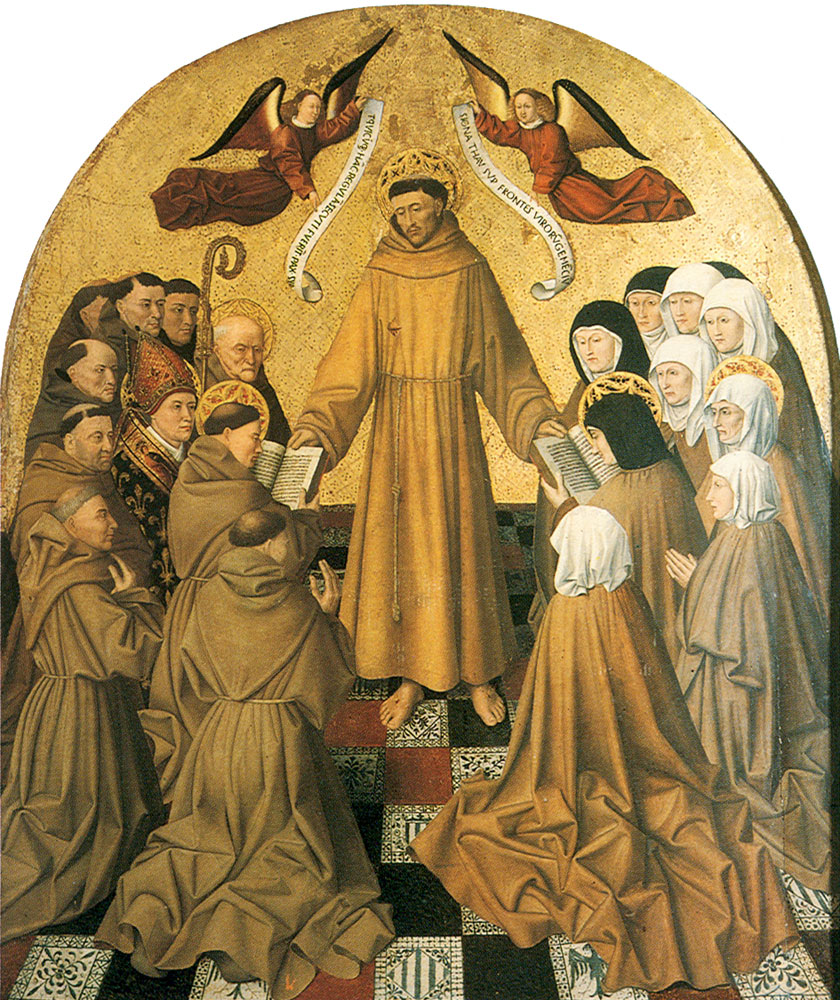
Колантоніо. «Франциск Ассізький надає устави ордену ченцям — францисканцям та кларискам» (жіночій гілці францисканського ордену), середина 15 ст. Музей Каподімонте

В Неаполі 15 ст. склалась відмінна від італійських князівств ситуація суміші культур Арагону і Фландрії (на котру орієнтувались митці Арагону), Бургундії і Прованса з домішками культури відродження італійського зразка. В Неаполі правили неіталійські династії, що постійно сварились і воювали. Відсутність спокою у королівстві була вигідна папам римським (котрі правили як впливові феодальні князі і водночас духовні пастирі цілих народів), папи вели власну політичну гру, підтримуючи вигідних їм кандидатів і послаблюючи впливи кандидатів невигідних. Тим часом в Неаполі склалась своєрідна і пишна культура, відбитками котрої стануть місцевий варіант королівського побуту, місцевий варіант архітектури, місцевий варіант живопису.
В художній манері Колантоніо відчутні впливи Фландрії і Арагону, а також італійських майстрів кватроченто.
Творчість Колантоніо відома завдяки двом випадково збереженим вівтарям. Перший — для неаполітанської церкви Сан Лоренцо Маджоре. За припущеннями, вівтар виконано на замову короля Альфонсо 1445 року. Головна композиція вівтаря — «Франциск Ассізький надає устави ордену ченцям — францисканцям та кларискам» (жіночій гілці францисканського ордену). Картина олійними фарбами наслідує взірець, що був створений у техніці фрески над дверима монастирської церкви малих францисканців. Фреска збережена і перенесена до музею монастиря.
«Келія Св. Єроніма» з помітними впливами нідерландських художників (нині Музей Каподімонте, Неаполь), не самостійна композиція, а чергова стулка цього вівтаря. Дрібні стулки цього вівтаря розпорошені по різним музейним збіркам.
Другий вівтар зберігають в церкві Петра мученика, де подано одинадцять сцен з життя Св. Вінсента Феррера. Вівтар також має портрети (донаторів) королеви Ізабелли та членів королівської родини.